# SuperLiga 2010
Navigation
Édition précédente
La SuperLiga 2010 est la 4e et dernière édition du tournoi nord-américain de football.
La finale, entre le Revolution de la Nouvelle-Angleterre et le CA Monarcas Morelia, s'est jouée à Foxborough le 1er septembre 2010 et a vu la victoire du CA Monarcas Morelia.

## Clubs qualifiés
Les clubs participants sont les clubs les mieux classés de leur championnat après les qualifiés pour la Ligue des champions de la CONCACAF 2009-2010.
Pour les États-Unis:
- Dynamo de Houston
- Fire de Chicago
- Club Deportivo Chivas USA
- Revolution de la Nouvelle-Angleterre

Pour le Mexique:
- Club de Fútbol Pachuca
- CA Monarcas Morelia
- CF Puebla
- Club Universidad Nacional

## Phase finale

### Tableau final
|  | Demi-finales                              | Demi-finales                              |                                      |   | Finale                                           | Finale                                           |
|  | Demi-finales                              | Demi-finales                              |                                      |   | Finale                                           | Finale                                           |
|  |                                           |                                           |                                      |   |                                                  |                                                  |
|  | 4 août 2010, Gillette Stadium, Foxborough | 4 août 2010, Gillette Stadium, Foxborough |                                      |   | 1er septembre 2010, Gillette Stadium, Foxborough | 1er septembre 2010, Gillette Stadium, Foxborough |
|  | 4 août 2010, Gillette Stadium, Foxborough | 4 août 2010, Gillette Stadium, Foxborough |                                      |   | 1er septembre 2010, Gillette Stadium, Foxborough | 1er septembre 2010, Gillette Stadium, Foxborough |
|  | Revolution de la Nouvelle-Angleterre      | 1 (5)                                     |                                      |   | 1er septembre 2010, Gillette Stadium, Foxborough | 1er septembre 2010, Gillette Stadium, Foxborough |
|  | Revolution de la Nouvelle-Angleterre      | 1 (5)                                     |                                      |   | 1er septembre 2010, Gillette Stadium, Foxborough | 1er septembre 2010, Gillette Stadium, Foxborough |
|  | CF Puebla                                 | 1 (3)                                     |                                      |   | 1er septembre 2010, Gillette Stadium, Foxborough | 1er septembre 2010, Gillette Stadium, Foxborough |
|  | CF Puebla                                 | 1 (3)                                     | Revolution de la Nouvelle-Angleterre | 1 |                                                  |                                                  |
|  | 5 août 2010, Robertson Stadium, Houston   |                                           | Revolution de la Nouvelle-Angleterre | 1 |                                                  |                                                  |
|  |                                           | CA Monarcas Morelia                       | 2                                    |   |                                                  |                                                  |
|  | Dynamo de Houston                         | CA Monarcas Morelia                       | 2                                    | 0 |                                                  |                                                  |
|  | Dynamo de Houston                         |                                           |                                      | 0 |                                                  |                                                  |
|  | CA Monarcas Morelia                       | 1                                         |                                      |   |                                                  |                                                  |
|  | CA Monarcas Morelia                       | 1                                         |                                      |   |                                                  |                                                  |

### Demi-finales
| 4 août 2010                                 | Revolution de la Nouvelle-Angleterre | 1 – 1                           | CF Puebla   | Gillette Stadium, Foxborough                           |                                                        |
|                                             | Mansally 56e                         |                                 | Olivera 58e | Spectateurs : 5 854 Arbitrage : Roberto Moreno Salazar | Spectateurs : 5 854 Arbitrage : Roberto Moreno Salazar |
|                                             | Rapport                              |                                 |             | Spectateurs : 5 854 Arbitrage : Roberto Moreno Salazar | Spectateurs : 5 854 Arbitrage : Roberto Moreno Salazar |
| Joseph · Reis · Tierney · Phelan · Mansally | Tirs au but 5 – 3                    | Olivera · Juárez · Ayala · Lugo |             | Spectateurs : 5 854 Arbitrage : Roberto Moreno Salazar | Spectateurs : 5 854 Arbitrage : Roberto Moreno Salazar |

| 5 août 2010 | Dynamo de Houston | 0 – 1 | CA Monarcas Morelia | Robertson Stadium, Houston                     |                                                |
|             |                   |       | Sabah 47e           | Spectateurs : 7 641 Arbitrage : Walter Quesada | Spectateurs : 7 641 Arbitrage : Walter Quesada |
|             | Rapport           |       |                     | Spectateurs : 7 641 Arbitrage : Walter Quesada | Spectateurs : 7 641 Arbitrage : Walter Quesada |

### Finale
| 1er septembre 2010 | Revolution de la Nouvelle-Angleterre | 1 – 2 | CA Monarcas Morelia  | Gillette Stadium, Foxborough                   |                                                |
|                    | Alston 79e                           |       | Sabah 65e (pen.) 75e | Spectateurs : 10 414 Arbitrage : Carlos Batres | Spectateurs : 10 414 Arbitrage : Carlos Batres |
|                    | Rapport                              |       |                      | Spectateurs : 10 414 Arbitrage : Carlos Batres | Spectateurs : 10 414 Arbitrage : Carlos Batres |

## Meilleurs buteurs
| Rang | Joueur                 | Club                                 | Buts |
| ---- | ---------------------- | ------------------------------------ | ---- |
| 1    | Miguel Sabah           | CA Monarcas Morelia                  | 4    |
| 2    | Joseph Ngwenya         | Dynamo de Houston                    | 2    |
| 2    | Nicolás Olivera        | CF Puebla                            | 2    |
| 2    | Mario Ortiz            | CF Puebla                            | 2    |
| 2    | Marko Perović          | Revolution de la Nouvelle-Angleterre | 2    |
| 2    | Luis Gabriel Rey       | CA Monarcas Morelia                  | 2    |
| 6    | Kevin Alston           | Revolution de la Nouvelle-Angleterre | 1    |
| 6    | Franco Arizala         | Club de Fútbol Pachuca               | 1    |
| 6    | Leandro Augusto        | Club Universidad Nacional            | 1    |
| 6    | Wilman Conde           | Fire de Chicago                      | 1    |
| 6    | Javier Cortés          | Club Universidad Nacional            | 1    |
| 6    | Hugo Droguett          | CA Monarcas Morelia                  | 1    |
| 6    | Álvaro Fabián González | CF Puebla                            | 1    |
| 6    | Elías Hernández        | CA Monarcas Morelia                  | 1    |
| 6    | Steven Kinney          | Fire de Chicago                      | 1    |
| 6    | Jaime Lozano           | CA Monarcas Morelia                  | 1    |
| 6    | Rafael Márquez Lugo    | CA Monarcas Morelia                  | 1    |
| 6    | Giancarlo Maldonado    | Club Deportivo Chivas USA            | 1    |
| 6    | Kenny Mansally         | Revolution de la Nouvelle-Angleterre | 1    |
| 6    | Damián Manso           | Club de Fútbol Pachuca               | 1    |
| 6    | Dominic Oduro          | Dynamo de Houston                    | 1    |
| 6    | Jesús Padilla          | Club Deportivo Chivas USA            | 1    |
| 6    | Lovel Palmer           | Dynamo de Houston                    | 1    |
| 6    | Gabriel Pereyra        | CF Puebla                            | 1    |
| 6    | Zack Schilawski        | Revolution de la Nouvelle-Angleterre | 1    |
| 6    | Michael Umaña          | Club Deportivo Chivas USA            | 1    |